# Руденко Леонід Григорович
Леоні́д Григо́рович Руде́нко (*24 серпня 1941, с. Засулля Полтавської області) — український географ, академік НАН України (2009), директор Інституту географії НАН України (1991).

## Біографія
Народився 24 вересня 1941 року в с. Засулля Лубенського району Полтавської області.
1963 року закінчив Київський університет.
Від 1965 року працює в Інституті географії Академії наук України, від 1991 року — директор.
Член Наглядової Ради ВМГО «Союз обдарованої молоді».

## Звання та нагороди
Доктор географічних наук (1984), член-кореспондент НАН України (1992), професор (2001), заслужений діяч науки і техніки України (2003), лауреат Державної премії України в галузі науки і техніки (1993) і премії ім. В. І. Вернадського НАН України (2003), академік НАН України (2009).
Є відомим українським географом, у сфері наукових інтересів якого теорія то методика географічної картографії, зокрема атласного картографування, економічної та соціальної географії, раціональне і регіональне природокористування, охорона та моніторинг природного середовища, географічне обґрунтування збалансованого розвитку України та її регіонів, а також культурна і природна спадщина .

## Праці
Автор понад 500 наукових праць, серед яких 17 монографій, 14 комплексних атласів, 12 брошур. Науковий редактор і співавтор Національного атласу України, головний редактор Українського географічного журналу.